# Альпин II (король пиктов)
Альпин II (умер в 780) — король пиктов в 775—780 годах.

## Биография
Отцом Альпина II был некий Фередах, которого идентифицируют с одноимённым сыном короля Селбаха. Его матерью называют Фланну, дочь короля Дал Риады Эохайда II. На основе ономастических данных предполагается, что Альпин мог быть братом своего предшественника на престоле, короля Кениода I, но этому нет определённых доказательств.
Альпин II правил пиктами до своей смерти в 780 году. «Анналы Ульстера» ошибочно называют его «королём саксов». На самом деле, он и со стороны отца и со стороны матери был гэлом, и правил пиктами, о чём свидетельствуют «Анналы Клонмакнойса».